# Барановський Сергій Петрович
Сергі́й Петро́вич Барано́вський — сержант Збройних сил України, учасник російсько-української війни.
Станом на березень 2017-го — військовослужбовець 55-ї бригади зв'язку.

## Нагороди
21 жовтня 2014 року — за особисту мужність і героїзм, виявлені у захисті державного суверенітету та територіальної цілісності України, вірність військовій присязі під час російсько-української війни, відзначений — нагороджений орденом «За мужність» III ступеня.